# Paldau
Paldau je městys v rakouské spolkové zemi Štýrsko, v okrese Jihovýchodní Štýrsko.

## Geografie
Paldau leží 32 km jižně od Grazu a 7 km západně od Feldbachu.

## Vývoj počtu obyvatel
K 1. lednu 2015 zde žilo 3 080 obyvatel.